# Hornaing
Hornaing é uma comuna francesa na região administrativa de Altos da França, no departamento do Norte. Estende-se por uma área de 8.95 km². Em 2010 a comuna tinha 3 583 habitantes (densidade: 400,3 hab./km²).